# Asplenium ponapeanum
Asplenium ponapeanum là một loài dương xỉ trong họ Aspleniaceae. Loài này được T.Nakamura & Miyam. mô tả khoa học đầu tiên năm 1993.
Danh pháp khoa học của loài này chưa được làm sáng tỏ. 